# Pierre Nora

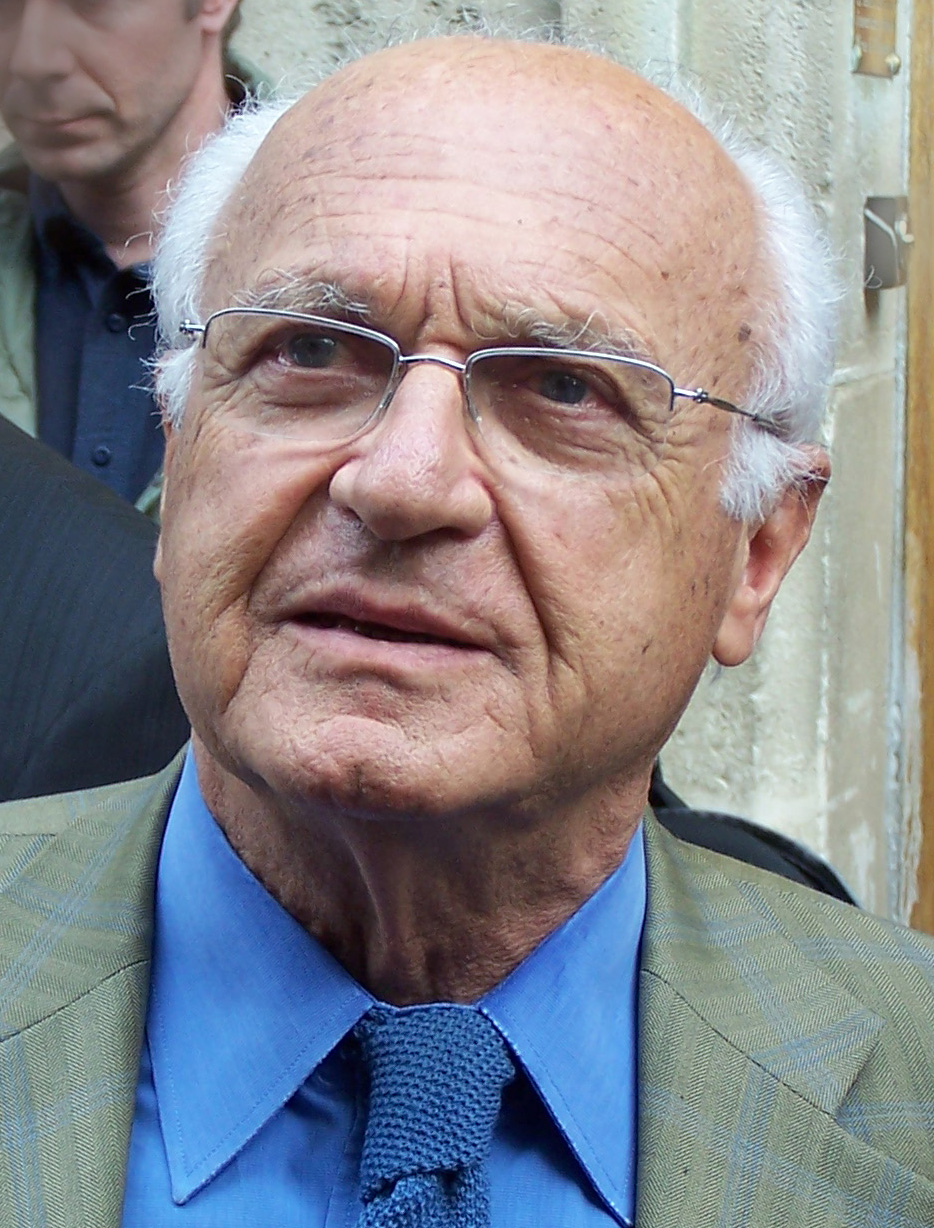
Pierre Nora (2011)

Pierre Nora (* 17. November 1931 in Paris; † 2. Juni 2025 ebenda) war ein französischer Historiker, der unter anderem für seine Arbeiten über die französische Identität und für seine Verdienste in den Sozialwissenschaften bekannt wurde. Sein Name wird oft mit der Disziplin Mentalitätsgeschichte in Verbindung gebracht.
Von 1977 bis zum Ende seiner Hochschulkarriere war er Professor (Directeur d’études) an der Pariser Elite-Hochschule für Sozialwissenschaften École des Hautes Études en Sciences Sociales (EHESS).

## Leben
Pierre Nora war Sohn einer großbürgerlichen, nicht-praktizierenden jüdischen Familie. Er selbst gab an, „keinerlei religiöses Empfinden“ zu haben. Im Zweiten Weltkrieg musste er, noch als Kind, während der Besetzung Frankreichs durch Hitlerdeutschland im Vercors-Massiv in den französischen Voralpen Zuflucht vor der Gestapo suchen. Nach dem Krieg besuchte er die renommierten Pariser Lycées Carnot, Henri IV und Louis-le-Grand, danach aber nicht – wie oft zu lesen ist – die École normale supérieure, da er dreimal an der Aufnahmeprüfung scheiterte. An der Universität erwarb er schließlich eine Licence in Philosophie. Nach seiner Agrégation d’histoire arbeitete er bis 1960 als Gymnasiallehrer in Oran (Algerien). Ab 1977 war er als Professor (Directeur d’études) an der Pariser Elite-Hochschule für Sozialwissenschaften École des Hautes Études en Sciences Sociales (EHESS) aktiv.
Nora war erfolgreich und später auch einflussreich im Verlagswesen tätig, zumal er ab 1965 beim renommierten Verlag Éditions Gallimard arbeitete. 1980 gründete er bei Gallimard zusammen mit dem Philosophen Marcel Gauchet die Zeitschrift Le débat, welche in der Nachfolge von Les Temps Modernes schnell zu einer der wichtigsten intellektuellen Zeitschriften Frankreichs wurde. 2001 wurde er zum Mitglied der Académie française gewählt, in die er am 6. Juni 2002 feierlich aufgenommen wurde. Mit dem Historiker Pierre Vidal-Naquet verband ihn eine Freundschaft.
Nora lebte ab 2013 mit der Journalistin Anne Sinclair zusammen.
Pierre Nora war der jüngere Bruder des Regierungsbeamten, Politikberaters und Managers Simon Nora (1921–2006).
Am 2. Juni 2025 verstarb Pierre Nora im Alter von 93 Jahren in Paris.

## Werk
Pierre Nora setzte sich stets kritisch mit der französischen Geschichte und der kollektiven Identität der Franzosen auseinander. Bedeutung erlangte seine Idee vom Lieu de mémoire, dem Erinnerungsort, womit er die Vorstellung verband, dass sich das kollektive Gedächtnis einer sozialen Gruppe (für Nora in der Regel die französische Nation) an bestimmten Orten kristallisiert. Der Begriff Ort ist dabei nicht geographisch zu verstehen; in jedem Fall besitzt solch ein Ort eine besondere Symbolkraft, die für die jeweilige Gruppe eine identitätsstiftende Funktion hat.
Auf Deutsch erschienen Auszüge aus seinem siebenbändigen Werk Les Lieux de mémoire 1990 unter dem Titel „Zwischen Geschichte und Gedächtnis“. Die Initiative zu dieser Übersetzung ging von dem Publizisten und Historiker Ulrich Raulff und dem Verleger Klaus Wagenbach aus. Längere Auszüge wurden 2005 unter dem Titel Erinnerungsorte Frankreichs veröffentlicht.
Nora gehörte über Jahre weniger durch seine eigenen Werke als durch seine Position des Herausgebers zu den einflussreichsten Historikern Frankreichs. So war er für die Edition einiger heute als wegweisend angesehener Titel verantwortlich, etwa von Raymond Aron, Michel Foucault oder Jacques Le Goff. Außerdem sorgte er für die Übersetzung von in Frankreich bis dahin weitgehend unbekannten deutschsprachigen Autoren wie Ernst Kantorowicz, Thomas Nipperdey oder Karl Polanyi.

## Mitgliedschaft und Ehrung
- 2002: Académie française
- 2014: Dan-David-Preis

## Veröffentlichungen

### In französischer Sprache (Auszug)
- Les Français d’Algérie. Paris: Julliard, 1961, zuletzt Paris: Bourgois 2012, ISBN 978-2-267-02423-4.
- Vincent Auriol. Journal du Septennat 1947–1954 (Armand Colin).
- (Hrsg. mit Jacques Le Goff): Faire de l’histoire. Nouveaux problèmes, nouvelles approches, nouveaux objets, Paris: Gallimard 1974
- als Herausgeber und Verfasser des Vorworts: Essais d’ego-histoire. Paris: Gallimard 1987
  - deutsch: Leben mit der Geschichte. Vier Selbstbeschreibungen von Pierre Chaunu, Georges Duby, Jacques Le Goff und Michelle Perrot. Fischer, Frankfurt am Main 1989, ISBN 3-10-015503-3.
- (als Herausgeber): Les lieux de mémoire, Gallimard (Bibliothèque illustrée des histoires), Paris, 3 tomes : t. 1 La République (1 vol., 1984), t. 2 La Nation (3 vol., 1986), t. 3 Les France (3 vol., 1992)
- L’historien public, Paris: Gallimard 2011
- Esquisse d’ego-histoire: Suivi de L’historien, le pouvoir et le passé. Précédé de L’histoire selon Pierre par Antoine Arjakovsky, DDB 2013
- Jeunesse, collection folio, Paris 2022
- Une étrange obstination, Paris: Gallimard 2022

### In deutscher Sprache
- (Hrsg.) Erinnerungsorte Frankreichs. Beck, 2005, ISBN 978-3-406-52207-9. [Auswahlausgabe]
- Gaullisten und Kommunisten. In: ders. (Hrsg.): Erinnerungsorte Frankreichs. München 2005, S. 214–252.
- Das Zeitalter des Gedenkens. In: ders. (Hrsg.): Erinnerungsorte Frankreichs. München 2005, S. 543–575.
- (Hrsg.) Zwischen Geschichte und Gedächtnis. Fischer, 2001, ISBN 978-3-596-12295-0.

## Sekundärliteratur
- François Dosse: Pierre Nora homo historicus, Paris: Perrin, 2011, ISBN 2-262-03379-X.